# Asag
Asag („der den Arm schlägt“) ist ein sumerischer Dämon.
Er ist einer der Šebettu, die von An, dem Stadtgott von Uruk geschaffen wurden. Er soll Krankheiten verursachen, Brunnen austrocknen lassen und die Erde mit Wunden bedecken, welche dann mit seinem Gift bespritzt werden. Er wird oft mit dem akkadischen Asakku gleichgesetzt.